# 안성수 (야구 선수)
안성수(1965년 5월 20일 ~ 2008년 2월 24일)는 빙그레 이글스에서 뛰었던 전 야구 선수다. 고등학교 2학년 때부터 지나친 혹사를 당해, 대학 시절부터는 좋은 모습을 보이지 못했고, 프로에서도 1988년 데뷔전에 선발 등판하여 2이닝 3실점으로 패전을 기록한 것이 유일한 1군 등판 기록이었다. 이후 야구교실을 운영하기도 했으며 2008년 심장마비로 사망했다.

## 출신 학교
- 한밭중학교
- 북일고등학교
- 한양대학교

## 같이 보기
- 빙그레 이글스 연도별 선수 명단